# Ersen Martin
Ersen Martin (ur. 23 maja 1979 w Marktredwitz, zm. 19 marca 2024 w Izmirze) – turecki piłkarz występujący na pozycji napastnika.

## Kariera klubowa
Martin urodził się w Niemczech w rodzinie tureckich imigrantów. Zawodową karierę rozpoczynał w klubie 1. FC Nürnberg. 12 grudnia 1998 w przegranym 0:1 meczu z SC Freiburg zadebiutował w Bundeslidze. Było to jednak jedyne spotkanie rozegrane przez niego w barwach 1. FC Nürnberg.
W 1999 roku Martin odszedł do tureckiego Beşiktaşu JK. W pierwszej lidze tureckiej zadebiutował 7 sierpnia 1999 w przegranym 0:1 meczu z Gençlerbirliği SK. 26 listopada 1999 w wygranym 3:2 spotkaniu z Ankaragücü strzelił pierwszego gola w tureckiej ekstraklasie. W sezonie 1999/2000 wywalczył z klubem wicemistrzostwo Turcji. Na cały następny sezon wypożyczono go do innego pierwszoligowego zespołu – Siirtsporu.
W 2001 roku podpisał kontrakt z beniaminkiem ekstraklasy – Göztepe. Spędził tam jeden sezon, w ciągu którego rozegrał 28 ligowych spotkań i zdobył 7 bramek. W 2002 roku został graczem również pierwszoligowego Denizlisporu. Jego barwy reprezentował przez trzy kolejne sezony. W sumie zagrał tam w 87 ligowych meczach i strzelił w nich 30 goli. W latach 2005–2006 grał w Ankarasporze.
W 2006 roku trafił do Trabzonsporu. Pierwszy występ zanotował tam 20 sierpnia 2006 przeciwko Gaziantepsporowi. W 2008 roku przeszedł do hiszpańskiego Recreativo Huelva. W Primera División zadebiutował 3 lutego 2008 w przegranym 1:2 pojedynku z Sevilla FC. 27 kwietnia 2008 w wygranym 2:0 spotkaniu z Levante UD zdobył pierwszą bramkę w Primera División.
Latem 2009 powrócił do Turcji, gdzie został zawodnikiem Sivassporu. Pierwszy ligowy mecz zaliczył tam 8 sierpnia 2009 przeciwko Trabzonsporowi (1:2). Następnie grał w Vestelu Manisaspor, a w 2010 roku został piłkarzem Kasımpaşa S.K.

## Kariera reprezentacyjna
W reprezentacji Turcji Martin zadebiutował 18 sierpnia 2004 w przegranym 1:2 towarzyskim meczu z Białorusią.